# Kang Ye-sol
Kang Ye-sol (강예솔?), pseudonimo di Im Yil-gyu (임일규; 30 aprile 1984), è un'attrice sudcoreana.

## Filmografia
- Hwarangjeonsa maru (화랑전사 마루) – serie TV (2006)
- Kid Gang (키드갱) – serie TV (2007)
- Bam-imyeon bammada (밤이면 밤마다) – serie TV (2008)
- Jamyeonggo (자명고) – serie TV (2009)
- My Princess (마이 프린세스) – serie TV (2011)
- Dangsin-i jamdeun sa-i (당신이 잠든 사이) – serie TV (2011)
- Chonggakne yachaegage (총각네 야채가게) – serie TV (2011)
- Romance-ga pir-yohae 2012 (로맨스가 필요해 2012) – serie TV (2012)
- Daepungsu (대풍수) – serie TV (2012)
- Donghwa cheoreom (동화처럼), regia di Kim Young-gyoon – miniserie TV (2013)
- Jeong Do-jeon (정도전) – serie TV (2014)
- Soon-geum-ui ddang (순금의 땅) – serie TV (2015)
- Sim-yasikdang (심야식당) – serie TV, episodio 9 (2015)